# Šofёr ponevole
Šofёr ponevole (Шофёр поневоле) è un film del 1958 diretto da Nadežda Nikolaevna Koševerova.